# Cziczó Attila
Cziczó Attila (Budapest, 1970. február 8.) magyar író, drámaíró, színházi rendező, újságíró, drámatanár, zeneszerző, zenész. Drámák, mini-drámák, zenés darabok, dalok, versek, novellák, egy drámakötet és három kisregény szerzője, az  Effect Színház, a Fészek Színház és a Fém Arts & Café alapítója, rendezője.
Számos amatőr színházi díjat nyert, "Gárdony Város Művelődéséért" kitüntetés - 1998 tulajdonosa, 2008-ban Fringe-díjat nyert a Süsü-B c. mesejátékával és rendezésével, melyet a Hegyhát úti Speciális Szakiskola és Diákotthon (Budapest) diákjainak közreműködésével adtak elő. 2009-ben megnyerte az Új Színház Kőfal-Pálya II. díját FÉM c. abszurd drámájával, e dráma általa színpadra állított előadása pedig 2009-ben elnyerte a Paál István Diplomát.

## Élete
Gyermekkorát és fiatalságát Gárdonyban töltötte, majd Gárdonyban, Székesfehérváron, Budapesten felváltva élt. 2003-ban költözött végleg a fővárosba, de szívében örökké gárdonyinak vallja magát. Szerető, összetartó családban nőtt fel szüleivel és öccsével.
Tanulmányait a Gárdonyi Géza Általános Iskola (Gárdony) 1976-1984, József Attila Gimnázium (Székesfehérvár) 1984-1988, Állami Zeneiskola (Székesfehérvár) 1987-1991 (magánének), Polifon Zeneiskola (Székesfehérvár) 1988-1990 (gitár, összhangzattan), Berzsenyi Dániel Főiskola 1997-2001 (művelődésszervező szak) iskolákban végezte.
Volt vízi-mentős, matróz, forgalmista, 1990-től 1993-ig a gárdonyi Művelődési Ház megbízott vezetője, 1990-től 2002-ig az általa életre hívott Effect Színház rendező-szerzője. 1992-től 1994-ig a Cserkó Music Klub (ma Bahnhof) kitalálója, tulajdonosa és programszervezője, 1994-től 1997-ig a Reflex Rádió (Székesfehérvár) szerkesztő-műsorvezetője, 1999-től 2003-ig a Chernel István Általános Iskola és Gimnázium (Agárd) programszervezője, 1999-től 2006-ig a Hang-Szín-Tér Művészeti Iskola (Agárd) dráma és mozgókép-média tanára, 2004-től 2005-ig a Kós Károly Általános Iskola (Budapest) mozgókép-média tanára, 2006-tól 2007-ig a Kolumbusz Humángimnázium (Etyek) dráma és mozgókép-média tanára, a ma.hu (Budapest) újságírója, a Hegyhát úti Speciális Szakiskola és Diákotthon (Budapest) dráma és mozgókép-média tanára, a Bessenyei György Művelődési Ház (Bugyi) diákszínház-vezetője, a Kontyfa Középiskola (Budapest) dráma tanára, a tinivagyok.hu és az ötvenentúl.hu újságírója, a Játékos ) szerkesztő-újságírója.
Jelenleg a Fishmojo  zenekar szólógitárosa, szerzője, a 2001-ben általa is létrehozott Fészek Színház Kulturális Egyesület elnöke, a Fém Arts & Café Színház alapító-szerző-rendező-vezetője.
Budapesten és Gárdonyban él, két fiú (Cziczó Dániel és Cziczó Ármin) édesapja.

## Zenei munkássága
Könnyűzenei pályafutását a gimnáziumi évek alatt kezdte, a KOX zenekarral, melynek gitárosa és zeneszerzője volt. Koncertjeik Székesfehérvár fiataljai számára kultikus értékűek voltak. Következett az Óriások és Törpék zenekar, mely szintén nagyon népszerű volt a fiatalok körében, majd a Yeti Blues Band és a Camacho, melyekben szólógitárosként és szerzőként számos sikeres koncertet élt meg. Jelenleg a Fishmojo zenekar szerzője, vezetője, és a FÉM színészzenekarának, a Csíkos Tofu zenekarnak gitárosa, dalszerzője, alapítója.
A musical műfajával szintén a gimnázium alatt kötött szoros barátságot. A székesfehérvári Ságvári Szakközépiskola 1988. március 15-én mutatta be „Tekints ránk szabadság!” c. ünnepi rockoperát, melynek betétdalait írta. 1992-ben megírta „Dorottya” c. popeposzát, melyet saját rendezésében a székesfehérvári Vörösmarty Színház játszott igen nagy sikerrel. Következett 1993-ban a „Húsvét a hegytetőn” c. rockopera, melyet szintén saját rendezésben láthatott a Székesfehérvár és környéke közönsége, Ezt az előadást Franciaországba, Párizsba, az Expolangues nemzetközi fesztiválra is meghívták. 1997-ben megszületett a „Mouse World”, 1998-ban pedig a „Világszám!” c. zenés műve, ez utóbbit a szerző saját rendezésében be is mutatták Székesfehérváron. 2000-ben megírta Pajor Dóra „Csuportkép” c. TV-filmjének filmzenéjét. 2008-ban készült el a Fishmojo zenekar „BERTA18” c. nagylemeze.
Saját rendezéseinek zenéit is saját maga alkotja meg.

### megjelent
- Fishmojo: BERTA 18 (2008, CD)
- Csuportkép - filmzene (2000, CD)
- Világszám! (1997, kazetta)
- Dorottya (1996, kazetta)
- Nagy Edit és Ács Attila: Más vagyok (1995, kazetta)
- Óriások és törpék: MagyarRock magyarul (1993, kazetta)

## Színházi munkássága
A gimnáziumból kikerülve, a „vízi-mentős, matrózos, forgalmista” vargabetűk után 1990-ben megalapította Effect Színház nevű saját társulatát, melyben szerző-rendező volt. A társulat 1994-ig számos nagy sikerű, főleg saját szerzésű darabot mutatott be a székesfehérvári Vörösmarty Színházban, majd 1994-től 1998-ig a Fejér megyei Művelődési Központ színháztermében működött, saját jegypénztárral és bérlet-sorozattal. A felnőtt társulat mellett 1992-ben létrehozta a Kis-Effect nevű gyermekszínházat, majd a gyerekek szüleiből megalakult a Gárdonyi Műkedvelők Köre (GMK). A Kis-Effect és a GMK a gárdonyi Művelődési Házban lelt saját otthonra. Mindezen tevékenységért 1998-ban elnyerte a "Gárdony Város Művelődéséért" kitüntetést.
A kezdeti időkben az „Effect” zenés színházként üzemelt, ami abban az időben egyedülálló volt, hiszen az országban rajtuk kívül csak a Rock Színház mutatott be zenés darabokat. 1994-től aztán egyre inkább prózai színházzá lettek, a musicaleket felváltották a drámák, mini-drámák, kabarék. Figyelme egyre inkább a fiatalság felé fordult, először kisgyermekekkel (Kis Effect), majd kiskamaszokkal kezdett foglalkozni, végül lehorgonyzott a nagykamaszok világánál. Drámát kezdett tanítani középiskolákban és 2000-ben létrehozta a Fészek Színházat, mely azóta is működő, fiatalokból álló társulat. Amatőr színháza - a diákszínjátszásból kinövő társulattal - a közösséget preferáló, a szavak erejével, a jelenkor problémáival, a valósággal foglalkozó, azt feldolgozó színpadi művek létrehozására létrejött együttes, melynek célja a színházi formanyelv megújítására tett kísérletek mellett az általuk megismert színházi hagyományok, élettapasztalatok, társművészetek vizsgálata, alkalmazása.
2008-tól 2011-ig a Magyar Szín-Játékos Szövetség elnökségi tagja, a Játékos újság szerkesztője.
2002-2018 között a Fészek Színház vezetője, író-rendezője.
2018-tól a Fém Arts & Café vezetője, író-rendezője.

### Fontosabb rendezései
- Péter és Viktor már nem barátok (Fém Arts & Café 2025)
- Ahol a Svéd megpihent kedden (Fém Arts & Café 2024)
- Budapest XX. (Fém Arts & Café 2024)
- Lölöland (Fém Arts & Café 2024)
- Chansons & Paris (Fém Arts & Café 2023)
- Iskolapélda (Fém Arts & Café 2022)
- Esti Kornél (Fém Arts & Café 2022)
- A király meztelen (Fém Arts & Café 2021)
- Dzson Meklén vagyok (Fém Arts & Café 2021)
- Hét évszak, közte egy tél (Fém Arts & Café 2020)
- Váci utcza 40 (Fém Arts & Café 2019)
- Fém (Fém Arts & Café 2019)
- Halhatatlan (Fém Arts & Café 2019)
- Annuska2.0 (Fém Arts & Café 2018)
- Weekend (Fém Arts & Café 2018)
- Happy New York (Fészek Színház 2016)
- Édes Dezső! (Fészek Színház 2016)
- Weekend (Fészek Színház 2016)
- Iza és Krisztián (Fészek Színház 2015)
- A macska és a hegedű (gyerekopera, MÜPA 2015)
- Tájbrék (Fészek Színház 2014)
- Az utolsó magyar (Fészek Színház 2013)
- Halhatatlan (Fészek Színház 2013)
- Romantika (Fészek Színház 2012)
- Gabriella tizennégyszer (Fészek Színház 2012)
- nem/más (Fészek Színház 2012)
- TI [Terra Incognita] (Fészek Színház 2011)
- Gyenge vagyok (Fészek Színház 2011)
- Iskolapélda (Fészek Színház 2010)
- HáRoMnőVÉr (Fészek Színház 2010)
- Műköröm (Fészek Színház 2010)
- Fém (Új Színház 2009, Fészek Színház 2016)
- Káélet (Fészek Színház 2008/2010)

## Művei
Drámái , novellái, regényei a társadalom valóságát ábrázolják. Szókimondó, őszinte, realista írásai a mai Magyarország kordokumentumainak is felfoghatók.

### Drámák
- Péter és Viktor már nem barátok (szatíra) 2025
- Ahol a Svéd megpihent kedden (szomorú komédia) 2024
- Budapest XX. (zenés színdarab) 2024
- Lölöland (zenés szerelmi tragikomédia) 2023
- Esti Kornél (Kosztolányi Dezső novelláskötetének színpadi átirata) 2022
- A király meztelen (szomorú komédia) 2021
- Hét évszak, közte egy tél (zenés tragikomédia) 2020
- Dzson Meklén vagyok (szatíra) 2019
- Zaba [Váci utcza 40] (tragikomédia) 2019
- A szenvedély Lola szerint (magyar szöveg) 2018
- Annuska2.0 (vígjáték) 2018
- Róna Éva balladája (abszurd dráma) 2018
- Édes Dezső! (szín/játék) 2016
- Happy New York (ponyvadráma) 2016
- Weekend (tragikomédia) 2015
- Csillagkirály legendája (felnőttmese) 2015
- Iza és Krisztián (monodráma) 2015
- Tájbrék (tragikomédia) 2014
- Az utolsó magyar (abszurd dráma) 2013
- Halhatatlan (dráma) 2013
- Hun vagyunk? (színjáték - társszerző) 2013
- Romantika - egy búbánatos cigánymese (abszurd dráma) 2012
- Gabriella tizennégyszer (dráma - átdolgozás) 2012
- nem/más (dráma) 2012
- TI [Terra Incognita] (abszurd dráma) 2011
- Gyenge vagyok (dráma) 2010
- Iskolapélda (abszurd dráma) 2010
- Senkiföldje (szövegtöredékek) 2009
- HáRoMnőVÉr (komédia - átdolgozás) 2009
- Műköröm (dráma) 2009
- Apakereső (színjáték gyerekeknek) 2009
- Fém (abszurd dráma) 2008
- Körforgalom (életjáték) 2008
- Káélet (dráma) 2007
- Romantika (búbánatos cigánymese) 2007
- Kell egy csapat [Csabagyöngye!] (színjáték gyerekeknek) 2007
- Mozgókép (életjáték) 2006
- Ezerszín (életjáték) 2005
- Háború (kamaszdráma) 2004
- Részlet, avagy a történelem hátulról (paródia) 2004
- Tanár úr, de miért? (komédia) 2004
- Majdnempróba (kamaszdráma) 2003
- Mennyit ér? (paródia) 2003
- Kistata (komédia) 2002
- Andrea (életjáték) 2001
- Koncert (életjáték) 2000
- Népmesécske (mesefűzér) 1998

### Zenés művek
- Ahol a Svéd megpihent kedden (miniopera - zeneszerző, szövegíró) 2024
- Au Doux (opera - szövegíró; zeneszerző: Serei Zsolt) 2022
- A macska és a hegedű (gyerekopera - szövegíró; zeneszerző: Serei Zsolt) 2014
- Párizs (szerelmi dráma - drámaszöveg, zeneszerző) 2010
- Tiszta kosz (zenés kamaradráma - szövegíró) 2009
- ’48 újra (ünnepi szerkesztett játék - zeneszerző, szövegíró) 2000
- Világszám (musical - drámaszöveg, zeneszerző) 1998
- Mouse World (mousical - zeneszerző, szövegíró) 1997
- Pável kalandjai (zenés mesejáték - meseszöveg, zeneszerző) 1994
- Húsvét a hegytetőn (rockopera - drámaszöveg, zeneszerző) 1993
- Dorottya (vidám popeposz - drámaszöveg, zeneszerző) 1992
- Tekints ránk, Szabadság! (rockopera - zeneszerző, szövegíró) 1988

### Könyvek
- Líra+Dráma (versek a színházból, Fészek Színház 2017 társszerző - Miklós Máté)
- Happy New York (ponyvaregény, Fészek Színház 2016)
- Terra Incognita (kortárs drámák, Fészek Színház 2014)
- Galambketrec (novellaregény, Novella Kiadó 2008)
- Csak az az 1 (ifjúsági regény, ef Kiadó 2005)  Archiválva 2021. május 12-i dátummal a Wayback Machine-ben